# Bataille de Coron (18 septembre 1793)
Pour les articles homonymes, voir Bataille de Coron.
Guerre de Vendée
La troisième bataille de Coron se déroule le 18 septembre 1793 lors de la guerre de Vendée.

## Déroulement
Alors que l'armée de Nantes et l'armée de Mayence progressaient vers Tiffauges, l'Armée d'Angers du général Rossignol était sortie de sa base afin de prendre les Vendéens en tenaille conformément au plan de Saumur. Cette armée s'était divisée en deux forces, la première commandée par Santerre et Ronsin était sortie de Saumur, la seconde commandée par Duhoux de Hauterive avait quitté Angers.
Le 18 septembre 1793, les troupes du général Santerre se déployèrent sur les hauteurs devant Coron, et se trouvaient en présence des 12 000 Vendéens commandés par les chefs Dominique Piron de La Varenne et Dominique-Alexandre Jaudonnet de Laugrenière. Santerre avait 17 000 hommes sous ses ordres mais 7 000 seulement étaient des soldats expérimentés.
Cependant, le combat s'engagea et les Républicains parvinrent rapidement à s'emparer du bourg de Coron, mais l'artillerie, voulant se redéployer, s'empêtra dans des chemins étroits et les avant-gardes durent se replier pour dégager les canons. Profitant de cette confusion, les Vendéens lancèrent une contre-attaque qui provoqua la panique des Républicains, ceux-ci prirent rapidement la fuite en direction de Saumur.